# Isla Orsay

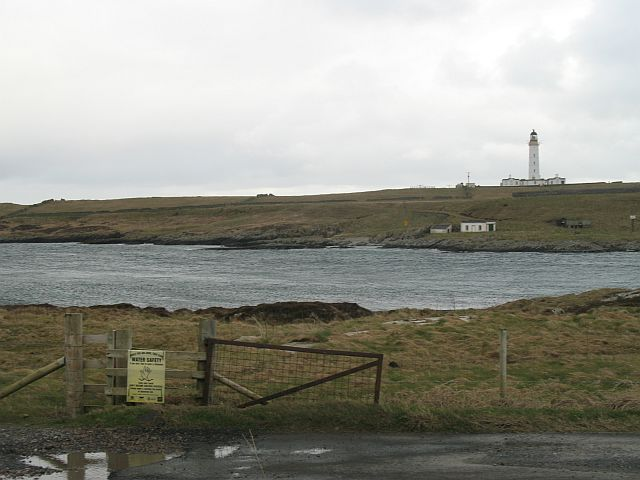
Orsay visto desde Port Wemyss, al sureste de portnahaven

La Isla Orsay ( gaélico escocés : Orasaigh ) es una pequeña isla en las Hébridas interiores de Escocia . Se encuentra a poca distancia de la costa oeste de la isla de Islay y alberga el puerto del pueblo de Portnahaven .
El faro  de Rinns of Islay fue construido en la isla de Orsay en 1825 por el ingeniero Robert Stevenson.